# Podari (okręg Călărași)
Podari – wieś w Rumunii, w okręgu Călărași, w gminie Ileana. W 2011 roku liczyła 148 mieszkańców.